# Superpuchar Andory w piłce nożnej
Superpuchar Andory w piłce nożnej (kat. Supercopa andorrana) – trofeum przyznawane zwycięskiej drużynie meczu rozgrywanego pomiędzy aktualnym Mistrzem Andory oraz zdobywcą Pucharu Andory w danym sezonie (jeżeli ta sama drużyna wywalczyła zarówno mistrzostwo, jak i Puchar kraju - to jej przeciwnikiem zostaje finalista Pucharu).

## Historia
W sezonie 2003 odbył się pierwszy oficjalny mecz o Superpuchar Andory. Pierwszy pojedynek rozegrano 14 września 2003 roku. W tym meczu FC Santa Coloma pokonał po dogrywce 3:2 UE Sant Julià. Do 2019 roku finał rozgrywany na Estadi Comunal d'Aixovall w Sant Julià de Lòria lub Estadi Comunal d'Andorra la Vella w Andorra la Vella, a 20 stycznia 2021 mecz finałowy został rozegrany na Estadi Nacional w Andorra la Vella.

## Format
Mecz o Superpuchar Andory rozgrywany jest przed rozpoczęciem każdego sezonu. W przypadku remisu po upływie regulaminowego czasu gry przeprowadza się dogrywka. Jeżeli i ona nie wyłoni zwycięzcę, to od razu zarządzana jest seria rzutów karnych. 

## Zwycięzcy i finaliści
| Sezon                                         | K | K | T | Zwycięzca             | Wynik            | Finalista               | Data, miejsce                                              | Uwagi |
| Superpuchar Andory (kat. Supercopa andorrana) |   |   |   |                       |                  |                         |                                                            |       |
| 2003                                          |   |   | 1 | FC Santa Coloma       | 3:2 pd.          | UE Sant Julià           | 14.09.2003, Estadi Comunal d'Aixovall, Sant Julià de Lòria |       |
| 2004                                          |   |   | 1 | UE Sant Julià         | 2:1              | FC Santa Coloma         | 12.09.2004, Estadi Comunal d'Aixovall, Sant Julià de Lòria |       |
| 2005                                          |   |   | 2 | FC Santa Coloma       | 1:0              | UE Sant Julià           | 18.09.2005, Estadi Comunal d'Aixovall, Sant Julià de Lòria |       |
| 2006                                          |   |   | 1 | FC Rànger's           | 4:3 pd.          | FC Santa Coloma         | 17.09.2006, Estadi Comunal d'Aixovall, Sant Julià de Lòria |       |
| 2007                                          |   |   | 3 | FC Santa Coloma       | 1:0              | FC Rànger's             | 16.09.2007, Estadi Comunal d'Aixovall, Sant Julià de Lòria |       |
| 2008                                          |   |   | 4 | FC Santa Coloma       | 3:0              | UE Sant Julià           | 14.09.2008, Estadi Comunal d'Aixovall, Sant Julià de Lòria |       |
| 2009                                          |   |   | 2 | UE Sant Julià         | 2:1              | FC Santa Coloma         | 13.09.2009, Estadi Comunal d'Aixovall, Sant Julià de Lòria |       |
| 2010                                          |   |   | 3 | UE Sant Julià         | 3:1              | FC Santa Coloma         | 11.09.2010, Estadi Comunal d'Aixovall, Sant Julià de Lòria |       |
| 2011                                          |   |   | 4 | UE Sant Julià         | 4:3 pd.          | FC Santa Coloma         | 11.09.2011, Estadi Comunal d'Aixovall, Sant Julià de Lòria |       |
| 2012                                          |   |   | 1 | Lusitanos             | 2:1 pd.          | FC Santa Coloma         | 16.09.2012, Estadi Comunal d'Aixovall, Sant Julià de Lòria |       |
| 2013                                          |   |   | 2 | Lusitanos             | 1:0              | UE Santa Coloma         | 15.09.2013, Estadi Comunal d'Andorra la Vella, Andora      |       |
| 2014                                          |   |   | 5 | UE Sant Julià         | 1:0 pd.          | FC Santa Coloma         | 14.09.2014, Estadi Comunal d'Aixovall, Sant Julià de Lòria |       |
| 2015                                          |   |   | 5 | FC Santa Coloma       | 1:1 pd. (k. 5:4) | UE Sant Julià           | 20.09.2015, Estadi Comunal d'Andorra la Vella, Andora      |       |
| 2016                                          |   |   | 1 | UE Santa Coloma       | 1:0              | FC Santa Coloma         | 11.09.2016, Estadi Comunal d'Andorra la Vella, Andora      |       |
| 2017                                          |   |   | 6 | FC Santa Coloma       | 1:0 pd.          | UE Santa Coloma         | 10.09.2017, Estadi Comunal d'Andorra la Vella, Andora      |       |
| 2018                                          |   |   | 6 | UE Sant Julià         | 2:1              | FC Santa Coloma         | 02.09.2018, Estadi Comunal d'Andorra la Vella, Andora      |       |
| 2019                                          |   |   | 7 | FC Santa Coloma       | 2:1              | UE Engordany            | 18.09.2019, Estadi Comunal d'Andorra la Vella, Andora      |       |
| 2020                                          |   |   | 1 | Inter Club d’Escaldes | 2:0              | FC Santa Coloma         | 20.01.2021, Estadi Nacional, Andora                        |       |
| 2021                                          |   |   | 2 | Inter Club d’Escaldes | 2:1              | UE Sant Julià           | 12.09.2021, Estadi Nacional, Andora                        |       |
| 2022                                          |   |   | 3 | Inter Club d’Escaldes | 2:1              | Atlètic Club d’Escaldes | 04.09.2022, Estadi Nacional, Andora                        |       |
| 2023                                          |   |   | 4 | Inter Club d’Escaldes | 3:1              | Atlètic Club d’Escaldes | 27.09.2023, Estadi Nacional, Andora                        |       |
| 2024                                          |   |   | 2 | UE Santa Coloma       | 1:0              | Inter Club d’Escaldes   | 18.09.2024, Estadi Nacional, Andora                        |       |

Uwagi:

- wytłuszczono i kursywą oznaczone zespoły, które w tym samym roku wywalczyły mistrzostwo i Puchar kraju (dublet),
- wytłuszczono zespoły, które zdobyły mistrzostwo kraju,
- kursywą oznaczone zespoły, które zdobyły Puchar kraju.

## Statystyka

### Klasyfikacja według klubów
W dotychczasowej historii finałów o Superpuchar Andory na podium oficjalnie stawało w sumie 11 drużyn. Liderem klasyfikacji jest FC Santa Coloma, który zdobył trofeum 7 razy.
Stan na 18.09.2024. 
| Lp. | Klub                    | Zdobywca | Finalista       | Zwycięskie sezony                  | Przegrane finały             |   |    |                                          |                                                            |
| --- | ----------------------- | -------- | --------------- | ---------------------------------- | ---------------------------- | - | -- | ---------------------------------------- | ---------------------------------------------------------- |
| Lp. | Klub                    | 1.       | FC Santa Coloma | Zwycięskie sezony                  | Przegrane finały             | 7 | 10 | 2003, 2005, 2007, 2008, 2015, 2017, 2019 | 2004, 2006, 2009, 2010, 2011, 2012, 2014, 2016, 2018, 2020 |
| 2.  | UE Sant Julià           | 6        | 5               | 2004, 2009, 2010, 2011, 2014, 2018 | 2003, 2005, 2008, 2015, 2021 |   |    |                                          |                                                            |
| 3.  | Inter Club d’Escaldes   | 4        | 1               | 2020, 2021, 2022, 2023             | 2024                         |   |    |                                          |                                                            |
| 4.  | UE Santa Coloma         | 2        | 2               | 2016, 2024                         | 2013, 2017                   |   |    |                                          |                                                            |
| 5.  | Lusitanos               | 2        | 0               | 2012, 2013                         |                              |   |    |                                          |                                                            |
| 6.  | FC Rànger's             | 1        | 1               | 2006                               | 2007                         |   |    |                                          |                                                            |
| 7.  | Atlètic Club d’Escaldes | 0        | 2               |                                    | 2022, 2023                   |   |    |                                          |                                                            |
| 8.  | UE Engordany            | 0        | 1               |                                    | 2019                         |   |    |                                          |                                                            |

### Klasyfikacja według miast
Stan na 18.09.2024.
| Miasto              | Liczba tytułów | Kluby                                    |
| ------------------- | -------------- | ---------------------------------------- |
| Santa Coloma        | 9              | FC Santa Coloma (7), UE Santa Coloma (2) |
| Sant Julià de Lòria | 6              | UE Sant Julià (6)                        |
| Les Escaldes        | 4              | Inter Club d’Escaldes (4)                |
| Andora              | 3              | Lusitanos (2), FC Rànger's (1)           |

### Klasyfikacja według kwalifikacji
| Tytuł                    | Zwycięstw | Finałów |
| ------------------------ | --------- | ------- |
| Mistrz Andory            | 14        | 8       |
| Zdobywca Pucharu Andory  | 6         | 11      |
| Finalista Pucharu Andory | 1         | 2       |